# Otmar Reiser (ornitolog)
Otmar (Othmar) Reiser, avstrijski ornitolog, * 21. december 1861, Dunaj, † 31. marec 1936, Hrastje.

## Življenjepis
Otmar Reiser ml. je bil sin mariborskega župana Otmarja Reiserja. Gimnazijo je obiskoval na Dunaju in Dunajskem Novem mestu (maturiral 1882) ter visoko šolo za poljedelstvo na Dunaju (do 1887). Bil je volonter, od 1888 kustos, od 1913 vladni svetnik v deželnem muzeju v Sarajevu, kjer je organiziral prirodopisni oddelek in ga vodil do upokojitve leta 1919. Leta 1926 je bil kooptiran za člana ornitološkega observatorija v Ljubljani. Poleg svojega življenjskega dela na področju balkanske ornitologije je Reiser ml. prirodopisno proučeval tudi Podravje. Vzporedno z ornitološkim delom za Sarajevo je sodeloval pri ustvarjanju ornitološke zbirke mariborskega muzeja in zbiral gradivo za opis ptičev mariborske okolice. Leta 1932 je postal doktor honoris causa na graški univerzi. Ob smrti je zapustil lepo zbirko jajc podravskih ptičev, pozneje priključeno ornitološki zbirki mariborskega muzeja.

## Publicistično delo
- Verzeichnis der im Gebiete derk. k. Bezirkshauptmannschaft Marburg a. d. Drau einschliesslich des Donati- u. Wotschgebirges vorkommenden Holzgewächse, samozaložba v Pekrah, 1885. (COBISS)
- Die Vögel von Marburg an der Drau. Nebst Erinnerungen an den steierischen Ornithologen Eduard Seidensacher, Graz 1925. (COBISS)
- Sv. Bolfenk na Pohorju : topografska slika (slovenski prevod Frana Mišiča), samozaložba v Mariboru, 1933. (COBISS)
- Materialien zu einer Ornis balcanica. 1, Bosnien und Herzegowina nebst Teilen von Serbien und Dalmatien, Dunaj, 1939. (COBISS)